# Josefina Oliva Teixell
Josefina Oliva Teixell (Reus, 10 de març de 1912 – Mèxic, 19 de març de 2007) va ser una geògrafa, arqueòloga i historiadora catalana, exiliada a Mèxic després de la Guerra Civil espanyola i nacionalitzada mexicana. Mare de la geògrafa mexicana Atlántida Coll Oliva.

## Biografia
El 1933 es llicencià en filosofia i lletres, geografia i història a la universitat de Saragossa. Va ser ajudant de Salvador Vilaseca i Anguera en l'organització de l'Arxiu Històric de Reus. Va treballar com a professora de geografia i història als instituts d'ensenyament secundari de Reus (1934-1935), la Seu d'Urgell (1937), Girona i Barcelona (1938). Es casà amb Antoni Coll Maroto (1902-1958), advocat mallorquí militant del PSOE.
En acabar la guerra civil espanyola es van exiliar a França, i es van establir a París. Quan les tropes del Tercer Reich van entrar a París van fugir a Marsella, on es van embarcar el 15 de gener de 1941 en el vaixell Alsina –l'últim vaixell amb refugiats espanyols, 161, que partirà de França– cap a Rio de Janeiro, juntament amb Niceto Alcalá Zamora. Tanmateix, el govern de Vichy va obligar el vaixell a tornar des de Dakar cap a França. Mentre van durar les negociacions diplomàtiques el vaixell quedà aturat durant sis mesos, entre febrer i juliol de 1941, a la rada de Dakar, període en què Josefina Oliva donaria a llum la seva filla Atlàntida. Quan l'Alsina va tornar a França va deixar els passatgers a Casablanca, entre els quals la família Coll-Oliva. D'allí van poder embarcar cap a Veracruz, on van arribar el 15 d'octubre de 1941. El 1946 Josefina Oliva va adquirir la nacionalitat mexicana.
A Mèxic, l'any 1945, es va matricular a la Escuela Nacional de Antropología y Historia, per estudiar arqueologia i conèixer la història antiga de Mèxic; allà va col·laborar amb Pere Bosch Gimpera, exiliat com ella, i hi va conèixer l’antropòloga francesa Laurette Sejourné, amb qui va col·laborar llargament. Va treballar com a professora de Geografia a l'Instituto Luis Vives, l'Acadèmia Hispano Mexicana i la Escuela Nacional Preparatoria de la Universitat Nacional Autònoma de Mèxic. Va ser coordinadora del Colegio de Geografía y Cosmografía de l'ENP (1968), presidenta de l'Asociación de Geógrafos Profesionales (1971-1975) i membre de la Comisión de Enseñanza y Textos de l'Instituto Panamericano de Geografía e Historia. Es va jubilar el 1987.
El 1983, Oliva va prendre part en la preparació de l'exposició El exilio español en México, organitzada a Madrid pel Ministeri de Cultura espanyol i per diverses institucions mexicanes i d’exiliats hispànics.

## Obres
- Geografía física y humana, amb Marcel Santaló i Sors. Mèxic D.F.: Textos Universitarios, S.A., 1965.
- La enseñanza durante la colonia en México. The New Catholic Encyclopedia, 1963
- La resistencia indígena ante la conquista de América. Mèxic, D.F.: Siglo XXI, 1971.
- Diccionario de la lengua nahuatl o mexicana : redactado según los documentos impresos y manuscritos más auténticos y precedido de una introducción, amb Rémi Siméon. Mèxic D. F.: Siglo XXI, 1977.
- La resistència indígena davant la conquesta. Batcelona: Edicions del 1979, 2014. ISBN 9788494012686
- Tierra Ignota: La geografía de América Latina a través de las crónicas de los siglos XVI y XVII. Mèxic: Trillas, 1986.
- El universo y sus misterios: Introducción a la astronomía. Mèxic, D.F.: Trillas, 1988. ISBN 9789682428357
- Arqueología e historia del Valle de México, amb Laurette Sejourné. Mèxic D. F.: Siglo XXI, 1991, 2 vols. ISBN 9789682316364 ISBN 9789682316173